# Thales Groep
De Thales Group is een wereldwijde elektronicaonderneming die actief is op het gebied van luchtvaart, defensie en informatietechnologie. De onderneming is meer dan een eeuw geleden opgericht in Frankrijk als Thomson-Houston International. In december 2000 werd de naam veranderd in Thales. De onderneming telt circa 77.000 werknemers, waarvan minder dan een kwart werkt in Frankrijk. Het heeft 65 buitenlandse vestigingen en behaalde een omzet van ruim 18 miljard euro in 2023.

## Activiteiten
Het bedrijf is wereldwijd in 66 landen actief. De activiteiten zijn in drie bedrijfsonderdelen gegroepeerd, waarvan de defensie-activiteiten (Defense & Security) het belangrijkst zijn. De helft van de totale omzet wordt daarin gerealiseerd. Verder zijn de diensten en producten voor de luchtvaartsector (Aerospace) groot met een omzetaandeel van 30%. De laatste 20% van de omzet wordt behaald met diensten voor de transportsector (Digital Identity & Security). Het bedrijf is ook sterk betrokken bij projecten voor grenshekken.
Thales heeft ook een aandelenbelang van 35% in Naval Group, een Franse fabrikant van marineschepen.
Europa is de belangrijkste afzetmarkt met een omzetaandeel van 57% in 2022, gevolgd door Noord-Amerika met 14% en Azië met 12%. Overheden, met name de ministeries van Defensie, zijn een belangrijke afnemers, zij vertegenwoordigden in 2022 de helft van de totale omzet.

### Thales Nederland
Thales Nederland is het grootste defensiebedrijf in Nederland en produceert geavanceerde radar- en infraroodapparatuur en vuurgeleidingssystemen, waaronder de APAR en SMART-L. De radarsystemen van Thales kunnen stealth-vliegtuigen opsporen. Hiernaast worden vluchtsimulators van de Boeing 777 en Airbus 380 voor de civiele markt geproduceerd.
De Nederlandse vestiging in Hengelo (O) werd in 1990 door Thomson-CSF overgenomen van Philips en was voordien bekend als Hollandse Signaalapparaten BV. In de volksmond wordt het bedrijf daarom vaak Signaal genoemd. Hollandse Signaal Apparaten (HSA) werd in 1922 opgericht als NV Hazemeyers fabriek van signaalapparaten. In 1956 kocht Philips het grootste deel van de aandelen op van de Nederlandse overheid.
De vestiging in Huizen is gespecialiseerd in (radio)communicatieapparatuur en (infrarood)kijkers. In Eindhoven bevindt zich Thales Cryogenics, hier worden o.a. onderdelen voor de Joint Strike Fighter gemaakt.
De Nederlandse overheid heeft 1% van de aandelen van Thales Nederland in handen, wat genoeg is om te bepalen of een bepaald product naar het buitenland geëxporteerd mag worden. Goederen van strategisch nut moeten altijd een exportvergunning van de Rijksoverheid hebben.

### Thales Transportation Systems
Het OV-chipkaartsysteem in Nederland is ontwikkeld door het bedrijf East-West, dat in 2003 de opdracht hier toe had gekregen. Dit consortium bestond toen uit de bedrijven Accenture, Thales en Vialis, met als belangrijkste onderaannemers MTR Corporation en Octopus cards Limited (beide uit Hongkong).
Accenture stapte later uit het project en op 1 oktober 2010 nam Thales ook de aandelen van Vialis over, waarmee Thales Transportation Systems in Huizen tot stand kwam. Deze vestiging heeft nu alle onderhoudsactiviteiten van het OV-chipkaartsysteem in Nederland in haar beheer.

## Producten (Thales Nederland)
Radarsystemen
- APAR multifunctionele radar
- SMART-L - langeafstand zoekradar
- SMART-S - radar
- DA08 - radar
- LW08 - radar
- MW08 - radar

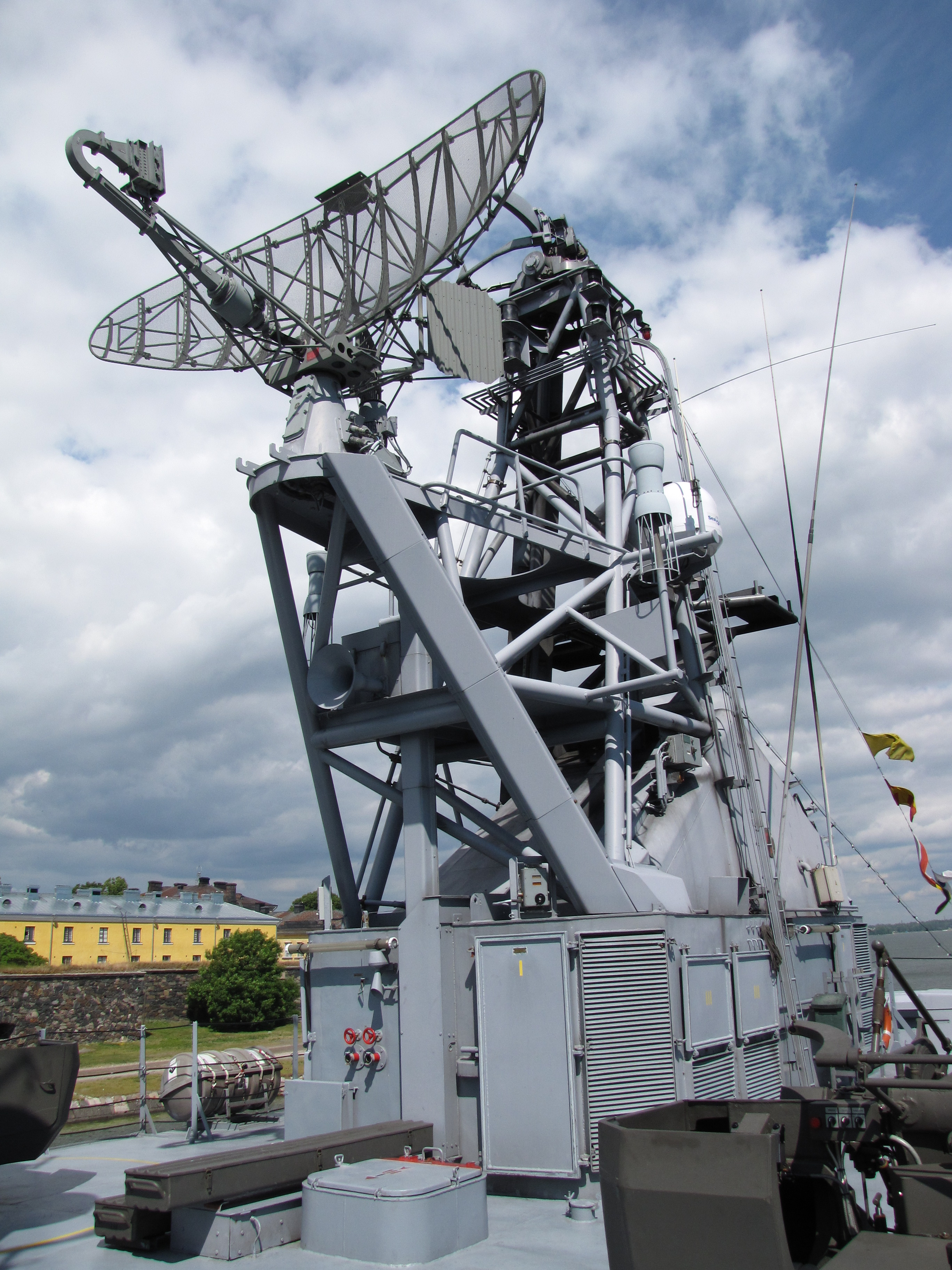
Signaal DA05-radarantenne op de Finse mijnenlegger Pohjanmaa, 2010.

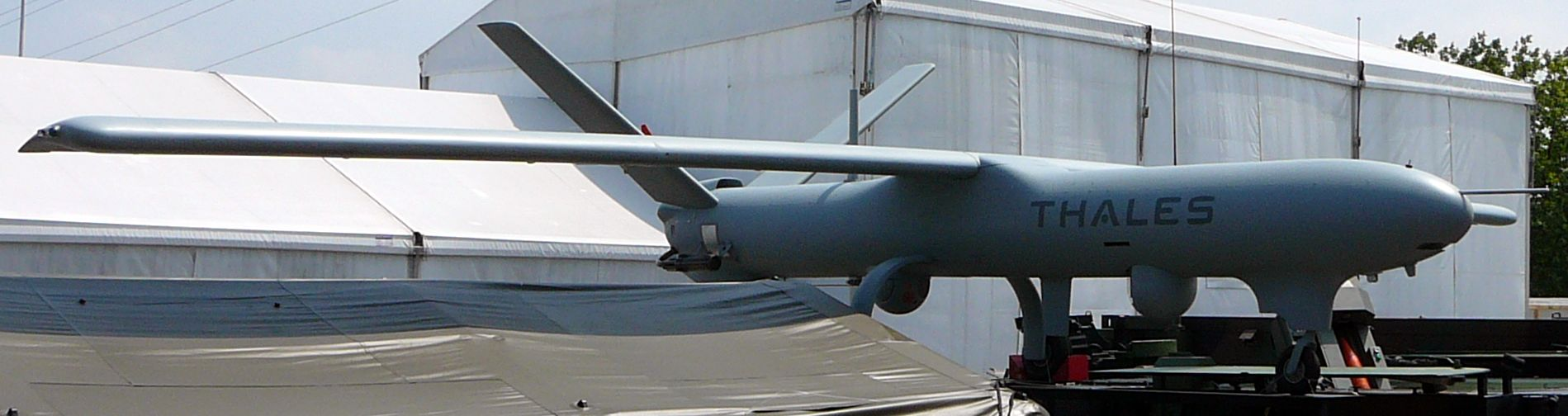
Thales Watchkeeper UAV.

- VARIANT - 2D lucht en-oppervlakteradar
- SCOUT - oppervlakte zoekradar
- IM-400 - Geïntegreerde Mast

Vuurgeleidingssystemen
- STIR - vuurleidingssysteem
- STING EO - vuurleidingssysteem met radar en elektro-optisch director
- SIRIUS - Infrarood zoek en-volg systeem tegen anti-schip raketten
- IRSCAN - Infrarood zoek en-volg systeem
- LIROD - radar/optronisch vuurleidingssysteem
- Mirador - elektro-optisch vuurleidingssysteem
- Gatekeeper - elektro-optisch waarschuwingssysteemsensor
- Flycatcher - doelopsporings- en vuurleidingsradar voor de luchtverdediging op de korte afstand

Afweersystemen
- Goalkeeper - CIWS raketafweer systeem
- Rapids - systeem voor elektronische oorlogsvoering

Openbaar vervoersystemen
- OV-Chipkaart reader - in opdracht van Trans Link Systems